# Nespelem (peuple)
Pour la ville de l’État de Washington, voir Nespelem.

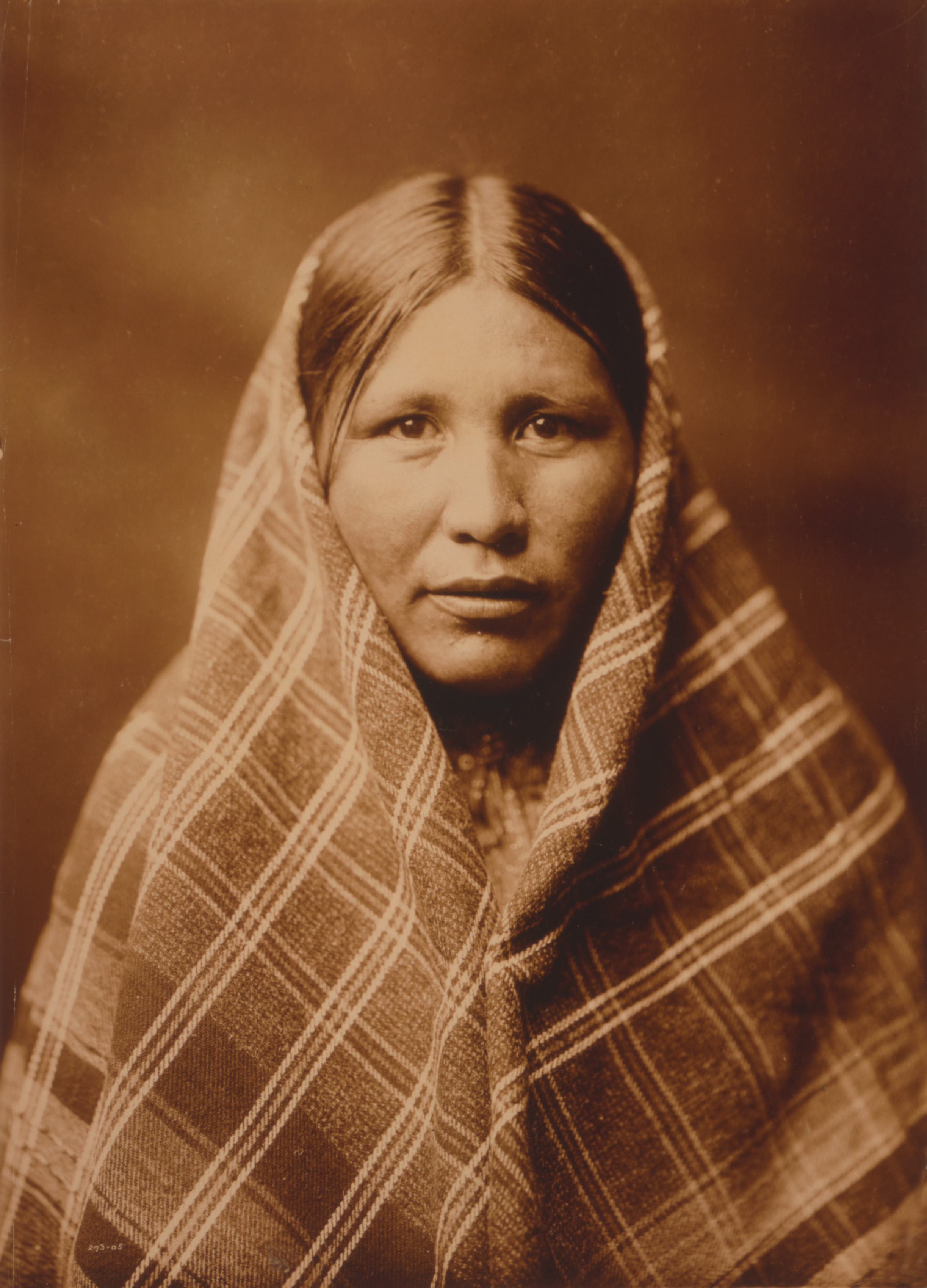
Femme Nespelem photographiée par Edward Sheriff Curtis.

Les Nespelem sont une ethnie amérindienne de la réserve indienne de Colville dans l'État de Washington aux États-Unis, près de la Nespelem.